# Odontoscion eurymesops
Odontoscion eurymesops är en fiskart som först beskrevs av Heller och Snodgrass, 1903.  Odontoscion eurymesops ingår i släktet Odontoscion och familjen havsgösfiskar. IUCN kategoriserar arten globalt som sårbar. Inga underarter finns listade i Catalogue of Life.